# Premio Mundial de Artes Leonardo da Vinci
El Premio Mundial de Artes Leonardo da Vinci es un galardón establecido por el Consejo Cultural Mundial como un reconocimiento para aquellos quienes ofrecen un mensaje positivo a la humanidad a través de las diferentes expresiones de arte.
El premio se confiere a un artista reconocido cuyo trabajo constituye una contribución significativa al legado artístico del mundo. El galardón se ha presentado bienalmente desde el año 1999.
El jurado calificador está constituido por artistas reconocidos internacionalmente, autoridades, y miembros del Consejo Cultural Mundial.
The premio que lleva el nombre del artista Leonardo da Vinci consiste en un diploma, una medalla conmemorativa, y US$10,000.

## Galardonados
| Año  | Galardonado                                   | Campo de Especialización | Anfitrión de la Ceremonia                                         | Lugar de la Ceremonia                                                      | País anfitrión de la Ceremonia | Fecha de la Ceremonia   | Ref.                                     |
| ---- | --------------------------------------------- | ------------------------ | ----------------------------------------------------------------- | -------------------------------------------------------------------------- | ------------------------------ | ----------------------- | ---------------------------------------- |
| 2019 | Paulo Branco                                  | Filmografía              | Universidad de Tsukuba                                            | Universidad de Tsukuba, Tsukuba                                            | Japón                          | 4 de octubre de 2019    | [ 1 ] [ 2 ] [ 3 ] [ 4 ]                  |
| 2017 | Russell Hartenberger                          | Música                   | Universidad de Toronto                                            | Iglesia de San Pedro, Leiden, Países Bajos                                 | Países Bajos                   | 8 de noviembre de 2017  | [ 5 ]                                    |
| 2015 | Milton Masciadri                              | Música                   | Universidad de Dundee                                             | Caird Hall, Dundee, Escocia                                                | Reino Unido                    | 19 de noviembre de 2015 | [ 6 ] [ 7 ] [ 8 ]                        |
| 2013 | Petteri Nisunen, Tommi Grönlund               | Arte                     | Universidad Tecnológica de Nanyang                                | Auditorio Nanyang, Universidad Tecnológica de Nanyang, Singapur            | Singapur                       | 2 de octubre de 2013    | [ 9 ] [ 10 ] [ 11 ] [ 12 ] [ 13 ] [ 14 ] |
| 2011 | Todd Siler                                    | Artes visuales           | Universidad de Tartu                                              | Assembly Hall, Universidad de Tartu, Tartu                                 | Estonia                        | 10 de noviembre de 2011 | [ 15 ] [ 16 ] [ 17 ]                     |
| 2009 | Marcell Jankovics                             | Arte y Filosofía         | Universidad de Lieja                                              | Salle Académique, Universidad de Lieja, Lieja                              | Bélgica                        | 25 de noviembre de 2009 | [ 18 ] [ 19 ]                            |
| 2007 | Anne Moeglin-Delcroix                         | Arte y Filosofía         | Universidad Autónoma de Nuevo León                                | Teatro Universitario, Campus Mederos, Monterrey                            | México                         | 24 de noviembre de 2007 | [ 20 ] [ 21 ]                            |
| 2005 | Enrique Norten                                | Arquitectura             | Universidad Autónoma Agraria Antonio Narro                        | Teatro de la Ciudad Fernando Soler, Saltillo                               | México                         | 12 de noviembre de 2005 | [ 22 ] [ 23 ] [ 24 ] [ 25 ]              |
| 2003 | Otto Piene                                    | Escultura                | Universidad de Helsinki, Sociedad Finlandesa de Ciencias y Letras | Biblioteca Nacional de Finlandia, Universidad de Helsinki, Helsinki        | Finlandia                      | 17 de noviembre de 2003 | [ 26 ]                                   |
| 2001 | Edna Hibel                                    | Pintura                  | Universidad de Utrecht                                            | Academiegebouw, Utrecht                                                    | Holanda                        | 21 de noviembre de 2001 | [ 27 ] [ 28 ]                            |
| 1999 | Magdalena Abakanowicz                         | Arte renacentista        | Universidad Noruega de Ciencia y Tecnología                       | Edificio Principal, Universidad Noruega de Ciencia y Tecnología, Trondheim | Noruega                        | 11 de noviembre de 1999 | [ 29 ]                                   |
| 1995 | Robert Rauschenberg                           | Arte abstracto, Art pop  | INBA, CONACULTA                                                   | Palacio de Bellas Artes, Ciudad de México                                  | México                         | 16 de diciembre de 1995 | [ 30 ]                                   |
| 1989 | Athens Acropolis Preservation Group of Greece | Preservación histórica   | Massachusetts Institute of Technology                             | Edgerton Hall, MIT, Cambridge                                              | Estados Unidos                 | 8 de noviembre de 1989  | [ 31 ]                                   |